# Ambroz (Granada)

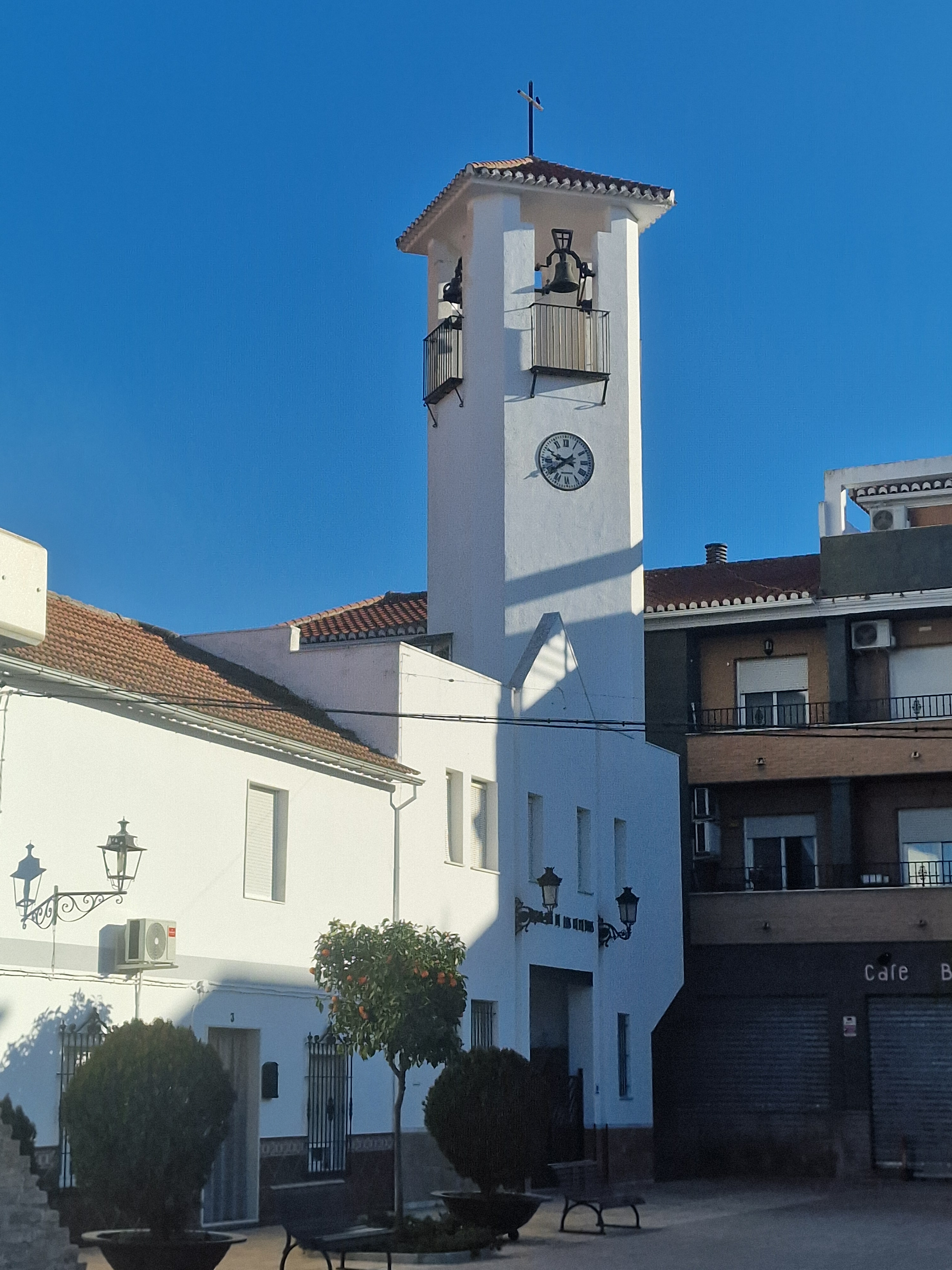
Iglesia de Nuestra Señora de los Remedios, situada en la plaza de la Cruz

Ambroz es una localidad y pedanía española perteneciente al municipio de Vegas del Genil, en la provincia de Granada, comunidad autónoma de Andalucía. Está situada en la parte central de la comarca de la Vega de Granada. Limítrofe a esta localidad se encuentran Los Remedios y Purchil, y un poco más alejados están los núcleos de Cúllar Vega y Belicena.

## Historia
Ambroz fue un municipio independiente hasta 1976, cuando se fusionó junto con Belicena y Purchil en un solo municipio llamado Vegas del Genil, recayendo la capitalidad municipal en el núcleo purchileño.

## Demografía
Según el Instituto Nacional de Estadística de España, en el año 2024 Ambroz contaba con 3408 habitantes censados, lo que representa el 27,65% de la población total del municipio.

### Evolución de la población
| Gráfica de evolución demográfica de Ambroz entre 1842 y 1970 |
| |
| Población de derecho según los censos de población del INE Población de hecho según los censos de población del INEEn 1976 este municipio desaparece porque se agrupa en el municipio Vegas del Genil |

## Cultura

### Fiestas
Sus fiestas populares se celebran cada año a últimos de octubre en honor a la patrona de la localidad, la Virgen de los Remedios.